# Holzfällen
Holzfällen. Eine Erregung ist ein 1984 erschienener Roman von Thomas Bernhard. Der Ich-Erzähler kommentiert, auf einem Ohrensessel sitzend, eine Wiener Abendgesellschaft, zu der er eingeladen wurde. Das Buch erzeugte nach seiner Veröffentlichung erhebliches publizistisches und juristisches Echo und gehört zu Marcel Reich-Ranickis Kanon der deutschen Literatur. Holzfällen ist neben Heldenplatz eines der meistdiskutierten Werke des Autors.

## Inhalt
Das Ehepaar Auersberger veranstaltet ein „künstlerisches Abendessen“ und lädt dazu Freunde und Bekannte, darunter einen Burgschauspieler, ein. Die Gesellschaft unterhält sich gut, allein der Ich-Erzähler langweilt sich. Der Burgschauspieler lässt auf sich warten, und die Gesellschaft wird zunehmend betrunkener. Der Erzähler reflektiert auf dem Ohrensessel in einem Monolog seine ihm immer nichtiger erscheinenden Beweggründe, überhaupt der Einladung des Ehepaars Auersberger gefolgt zu sein, und merkt, dass er für die Personen dieser Gesellschaft, von denen er die meisten über Jahre hinweg nicht mehr gesehen hat, nichts als Abscheu empfindet. Die Langeweile wandelt sich mit zunehmender Stunde zu immer exzessiverer innerer Erregung, die schließlich zum abrupten Aufbruch führt.
Seinem Werk stellt Bernhard ein Zitat Voltaires voran:
„Da ich nun einmal nicht imstande war, die Menschen vernünftiger zu machen, war ich lieber fern von ihnen glücklich.“

## Form, Titel, Stil
Wie in vielen anderen Werken Bernhards, lebt auch Holzfällen von den typisch monologischen Äußerungen seines Protagonisten. Der Inhalt ist bereits auf der ersten Seite umrissen – auf ca. 320 Seiten werden die Gedanken des Ich-Erzählers geschildert, und mit jeder Wiederholung steigert sich dessen Abneigung gegenüber der Abendgesellschaft. Der weitere Text hat keine Kapiteleinteilung und Absätze.
Der Titel Holzfällen entstammt einer Aussage des dann eingetroffenen und zu später Stunde betrunkenen Burgschauspielers. Er betont, welchen Wert die unberührte Natur für ihn habe und wie gerne er selbst Teil dieser wäre. Er beendet seine Rede mit den Worten „Wald, Hochwald, Holzfällen“, die den Ich-Erzähler für kurze Zeit fast Sympathie für den Schauspieler spüren lassen.

## Veröffentlichung
Die Veröffentlichung von Holzfällen löste einen Skandal aus, der die Verkaufszahlen des Buchs in die Höhe trieb, nicht zuletzt deshalb, weil sich ein Bekannter und früherer Freund Bernhards, der österreichische Komponist Gerhard Lampersberg, in der Figur des Herrn Auersberger zu erkennen glaubte und Ehrenbeleidigungsklage einreichte. Das Urteil des darauf folgenden Prozesses verfügte die Beschlagnahmung der gedruckten Exemplare aus den österreichischen Buchhandlungen. Im Zuge der Zeugenaussagen wurden anschließend mehrere allenfalls gerüchteweise oder Freunden des Ehepaars Lampersberg bekannte Details gerichtsöffentlich. Lampersberg zog kurze Zeit später die Klage zurück. Laut der Frankfurter Allgemeinen Zeitung soll eine außergerichtliche Einigung erzielt worden sein.

## Deutungen

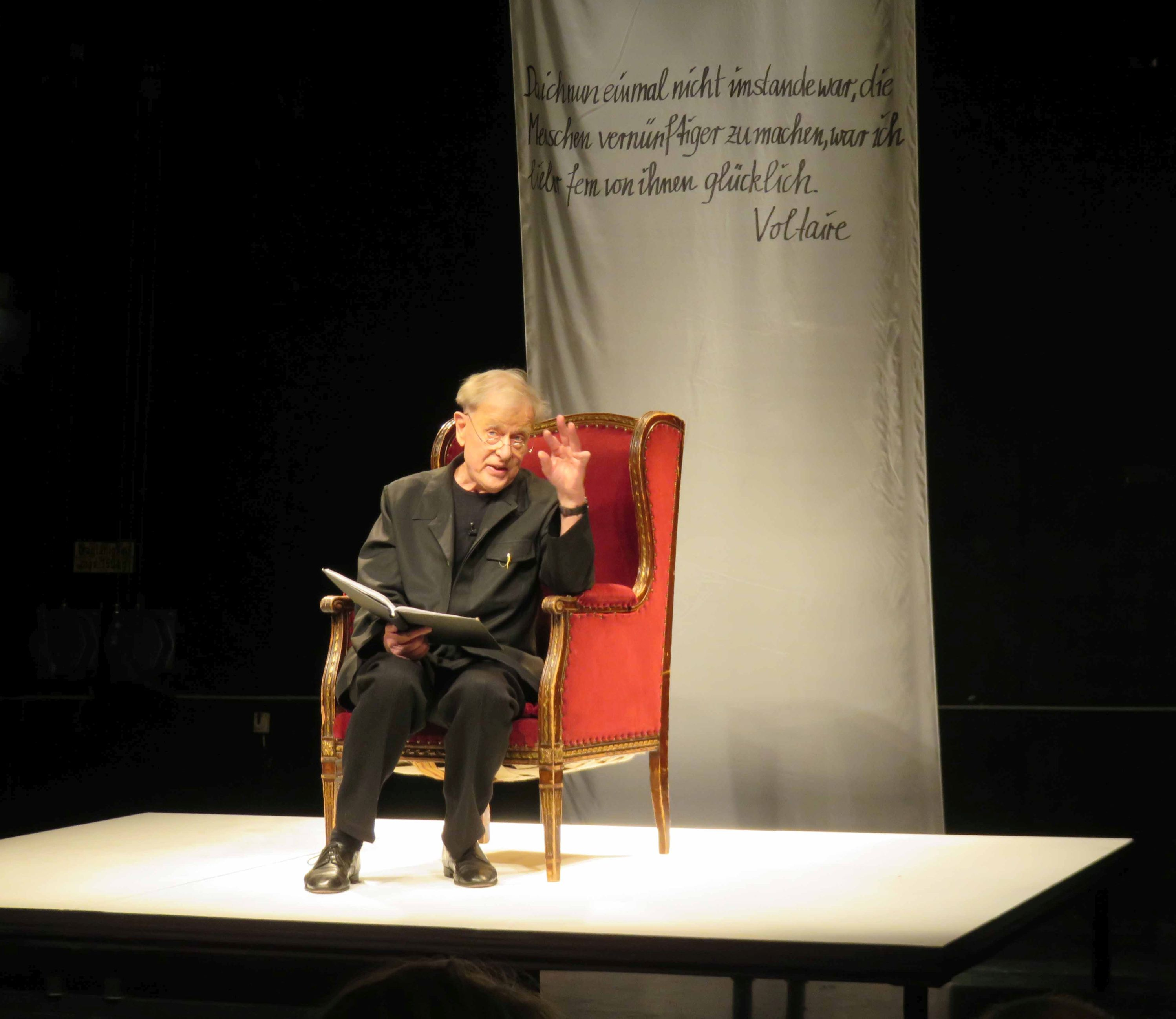
Bernhard-Regisseur Claus Peymann liest aus Holzfällen in einem Ohrensessel im Kulturzentrum dasHaus in Ludwigshafen am Rhein, 2017

Holzfällen wurde vielfach als Schlüsselroman gelesen, seine Figuren mit realen Personen aus Thomas Bernhards Leben in Verbindung gebracht. Kay Link (2000) nennt Holzfällen ein Paradebeispiel für Bernhards „... Vorstellung vom Leben: Leben als Theater.“ Sigrid Löffler hebt die Kritik des österreichischen Literaturbetriebs durch den Roman wie auch über seine Herausgabegeschichte hervor: dieser sei „...nichts als die von Zwischenträgern angeheizte Gerüchtemacherei, das Intrigengerede, das ein Bosnickel vom anderen über Dritte gehört hat, um es Vierten weiterzutratschen. Thomas Bernhards Art der Literaturproduktion spiegelt und bedient diesen besonderen Literaturbetrieb geradezu vollendet.“

## Ausgaben
- Thomas Bernhard: Holzfällen. Eine Erregung. Suhrkamp, Frankfurt/M. 1984, ISBN 3-518-39688-9.
- Thomas Bernhard: Holzfällen, Werke, Band 7. Hrsg. von Martin Huber und Wendelin Schmidt-Dengler. Frankfurt a. M. 2007, ISBN 978-3-518-41507-8

Hörbuch
- Thomas Bernhard: Holzfällen. Eine Erregung, 7 Audio-CDs, gelesen von Thomas Holtzmann, DHV – Der Hörverlag, München 2003,  ISBN 978-3-89584-949-7

## Bearbeitungen
- 2004 entstand für den ORF eine Hörspielbearbeitung von Ulrich Gerhardt.
- 2014 präsentierte das Teatr Polski we Wrocławiu, das Polnische Theater in Breslau, eine Bühnenfassung des Prosatextes.[6]
- Im September 2024 hatte eine Bühnenfassung für einen Sprecher (Nicholas Ofczarek) und zehn Musiker (Franui) im Burgtheater in Wien Premiere.[7]